# Ізотахофорез
І́зота́хофоре́з (від грец. ἰσοσ — рівний, ταχος — швидкість, φόρησις — перенесення) — електрофоретичний метод розділення іонів, що заснований на різній рухливості (мобільності) часток.
Ізотахофорез, як і багато інших електрофоретичних методів, був описаний Фрідріхом Кольраушем у 1897 році, однак широке застосування він знайшов лише у 1970-х роках із появою нових типів детекторів.
Метод застосовується для високоефективного розділення білків, пептидів, нуклеотидів, органічних кислот, іонів металів та їхніх ізотопів, визначення електрофоретичної рухливості окремих сполук та, за деяких умов, кількісного визначення компонентів.

## Принципи

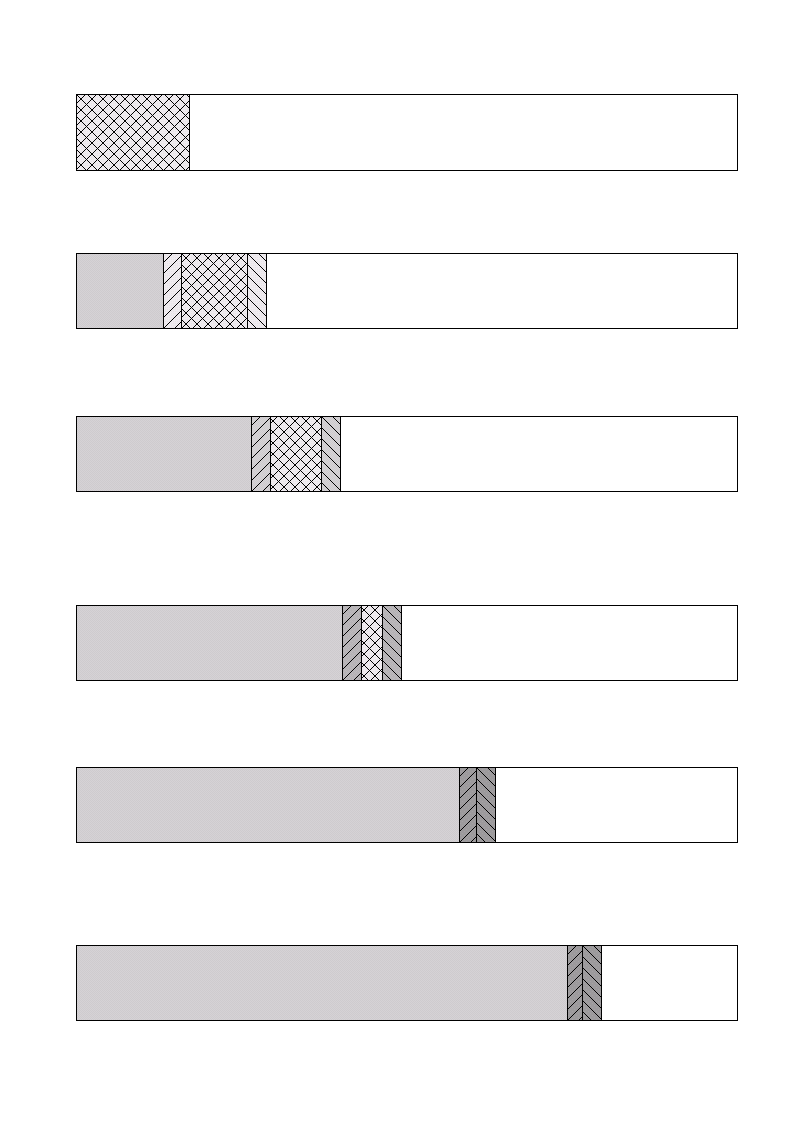
Схематичний перебіг розділення:
білим позначено провідний буфер, сірим — заключний. Заштриховані області — розділювані іони та їхня суміш

Розділення за допомогою ізотахофорезу супроводжується чотирма рівнозначними явищами:
- міграція часток із однаковою швидкістю;
- послідовний розподіл іонів;
- чітке розшарування зон;
- ефект регуляції концентрацій.

У колонку для розділення спершу подається провідний буферний електроліт (англ. leading electrolyte), іони якого повинні мати найвищу рухливість, згодом проба, а після неї — заключний електроліт (англ. terminating electrolyte), із найнижчою рухливістю.
Після внесення суміші розділюваних іонів в електричне поле, вони починають рухатися (аніони мають рухатися до анода, катіони — до катода). Однак, на відміну від класичного, гелевого електрофорезу, в ізотахофорезі ані провідний електроліт, ані іони у пробі не зможуть рухатися зі швидкістю більшою, ніж у заключного буфера, оскільки це призведе до появи прогалин і порушення передачі електричного струму. Тому швидкість усіх часток у капілярі є однаковою.
В ході розділення іони у пробі, маючи різні значення рухливості, розташовуються у певному порядку. Це явище описується законом Ома, який постулює сталість добутку рухливості іонів та напруженості електричного поля, яким є швидкість носіїв заряду: 
ν = m · E,
де v — лінійна швидкість частинки вздовж капіляра, м·с-1;
m — електрофоретична мобільність, що є визначеною для певної частинки у певному середовищі м2·В-1·с-1;
E — напруженість електричного поля, виражена як градієнт поля, В·м-1.
Оскільки швидкість частинок є однаковою, а напруженість поля зменшується від заключного електроліту до провідного, то іони розташовуватимуться відповідно до зменшення власної рухливості у зворотному порядку — від провідного буферу до заключного. Суміш іонів буде розшаровуватися, утворюючи безперервний потік груп з однакових іонів (або таких, що мають однакову рухливість). Дане явище дістало назву «іонний потяг» (англ. ion train).

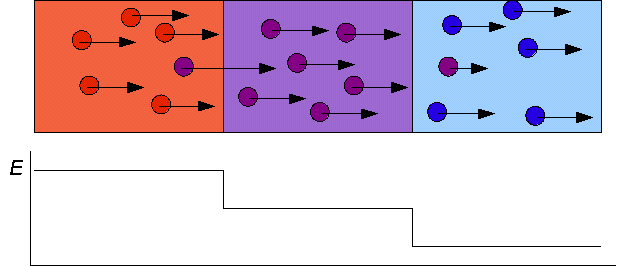
Прискорення та сповільнення часток при потраплянні до сусідніх зон

Розподіл на групи (зони) по мірі розділення стає дедалі чіткішим. Потрапивши до групи частинок із більшою рухливістю, іон буде сповільнюватися, так як електричне поле в даній точці є слабшим (добуток v=m·E для іона стає меншим), і навпаки: у зоні з менш рухливими частинками іон отримає прискорення відповідно до сильнішого електричного поля.
Особливістю ізотахофорезу є функція регуляції концентрацій, описана Кольраушем у 1897 році. Вона визначає співвідношення концентрацій іонів на межі зон, виходячи з їхньої мобільності та мобільності їхнього протийона: 
{\displaystyle \mathrm {{\frac {C_{a}}{C_{b}}}={\frac {m_{a}}{m_{a}+m_{R}}}\cdot {\frac {m_{b}+m_{R}}{m_{b}}}} },
де C — концентрація іонів у зонах;
m — мобільність іонів, що є постійною для певних умов;
a, b — розділювані іони однакового типу (аніони або катіони), R — спільний протийон (відповідно, катіон або аніон).
Оскільки права частина рівняння за визначених умов є фіксованою, то концентрація провідного електроліту впливатиме на концентрацію наступної зони, та, в свою чергу, на концентрацію зони-послідовника і так далі.

## Умови розділення
Розділення відбувається у колонці діаметром 0,3—0,5 мм, виготовленій з інертних полімерів (наприклад, з тефлону).
У провідному електроліті, де частинки повинні мати велику рухливість, найчастіше використовуються іони H+ для розділення катіонів та іони Cl- для аніонів. Склад заключного електроліту будується на основі важких органічних іонів — цитратів (для розділення аніонів) і тетрабутиламоній-катіона (для розділення катіонів). Електроліти готуються із використанням дуже чистої, деіонізованої води, оскільки присутність навіть найменшої домішки може створити додаткову зону і суттєво змінити як кількісне, так і якісне визначення іонів.
Детектування сполук на виході з колонки може здійснюватися за допомогою термоелементів або оптичних детекторів, що вимірюють поглинання світла.

## Кількісне визначення
Відношення концентрації провідного електроліту до першої та наступних зон розділюваної проби є пропорційним. З цього випливає, що концентрації всередині кожної зони є сталими. Оскільки переріз електрофоретичної колонки є фіксованим, то регуляція концентрації відбуватиметься лише за рахунок збільшення чи зменшення довжини зони у колонці. Це дає змогу проводити кількісне визначення складу проби за допомогою методу добавок. Для цього після розділення зразка і отримання електрофореграми проводять розділення додаткового зразка, додаючи до нього відому кількість шуканого компонента, і за збільшенням сигналу (подовженням лінії) розраховують вихідну концентрацію.